# Android Studio
Az Android Studio egy integrált fejlesztőkörnyezet (IDE) az Android platformra való fejlesztéshez. 2013. május 16-án jelentette be a Google I/O konferencián Google termékmenedzsere Katherine Chou. Az Android Studio szabadon elérhető Apache License 2.0 alatt.
Az Android Studio első korai szakaszának elérhetősége a 0.1-gyel kezdődött 2013 májusában, majd belépett a béta szakaszba a 2014 júniusában kiadott 0.8 verzióval. Az stabil verziók a 2014 decemberében az 1.0-s verziótól számíthatók.
A JetBrains IntelliJ IDEAján alapuló szoftvert, az Android Studiot kifejezetten androidos fejlesztésre tervezték. Letölthető Windowsra, Mac OS Xre és Linuxra is egyaránt, és teljes egészében helyettesíti az Eclipse Android Development Tools (ADT)-ját. A  Google elsődleges IDE-jének választott a natív Android alkalmazás fejlesztésre.

## Funkciók
Az új funkciók folyamatosan jelennek meg az Android Studio új kiadásaiban. A jelenlegi verzió a következő funkciókat biztosítja: 

- Live Layout: WYSIWYG Editor - Live Coding - Real-time App Rendering.[11]
- Gradle alapú build támogatás.
- Android-specifikus refaktorálás és gyors javítások.
- Lint eszközök a teljesítmény, használat, verzió kompatibilitás és más problémák elkapásához.
- ProGuard és app aláírási képességek.
- Sablon alapú varázslók az általános Android tervezéshez és a komponensekhez.
- Rich layout szerkesztővel láthatóvá teszi a felhasználó számára a fogdd és vidd UI komponensek, opciók előnézetét többféle képernyő konfiguráció esetén.
- támogatás Android Wear app építéséhez
- beépített támogatás a Google Cloud Platformhoz, amely lehetővé teszi az integrációt a Google Cloud Messaging-gel és az App Engine-nel.[12]

## Rendszerkövetelmények
|                          | Windows                                                                      | OS X                                                                                     | Linux                                                                          |
| ------------------------ | ---------------------------------------------------------------------------- | ---------------------------------------------------------------------------------------- | ------------------------------------------------------------------------------ |
| operációsrendszer verzió | Microsoft Windows 10/8.1/8/7/Vista/2003/XP (32 vagy 64 bites)                | Mac OS X 10.8.5 vagy későbbi, up to 10.10 to up 10.10.2 up 10.10.3 on 10.10.4 (Yosemite) | GNOME vagy KDE vagy Unity desktop Ubuntun vagy Fedoran vagy GNU/Linux Debianon |
| RAM                      | 8 GB RAM minimum                                                             | 8 GB RAM minimum                                                                         | 8 GB RAM minimum                                                               |
| Lemezterület             | 8 GB lemez terület minimum                                                   | 8 GB lemez terület minimum                                                               | 8 GB lemez terület minimum                                                     |
| Hely az Android SDK-nak  | legalább 1 GB az Android SDK-nak, emulátor rendszer képeknek, és cache-eknek | legalább 1 GB az Android SDK-nak, emulátor rendszer képeknek, és cache-eknek             | legalább 1 GB az Android SDK-nak, emulátor rendszer képeknek, és cache-eknek   |
| JDK verzió               | Java Development Kit (JDK) 7 vagy későbbi                                    | Java Development Kit (JDK) 7 vagy későbbi                                                | Java Development Kit (JDK) 7 vagy későbbi                                      |
| Képernyő felbontás       | 1280x800 minimum képernyő felbontás                                          | 1280x800 minimum képernyő felbontás                                                      | 1280x800 minimum képernyő felbontás                                            |

## Android Studio - Eclipse ADT összehasonlítás
| Funkció                                       | Android Studio | Eclipse ADT |
| --------------------------------------------- | -------------- | ----------- |
| szoftver összeállítási rendszer               | Gradle         | Apache Ant  |
| Maven alapú build függőségek                  | igen           | nem         |
| Build variánsok és többféle APK generálás     | igen           | nem         |
| Advanced Android kód fordítás és refaktorálás | igen           | nem         |
| Graphical layout editor                       | igen           | igen        |
| APK aláírás és kulcstár menedzsment           | igen           | igen        |
| NDK támogatás                                 | béta           | igen        |